# Booker Woodfox
Booker Woodfox (Lewisville, 6 settembre 1986) è un ex cestista statunitense.